# Flodoard
Flodoard (Épernay, 894 – Reims, 966. március 28.) nyugati frank (francia) történetíró.
Flodoard Épernay-ben született. Mint a reimsi káptalan tagja és levéltárosa, több latin költeményt, és Jézus Krisztus életrajzát készítette el. Ismeretes két történeti munkája is. Az Évkönyvek (Annales) egy krónika, amely a 919 és 966 közötti évek történetét dolgozza fel, egyben a korszak egyik fontosabb forrása. Másik munkája A reimsi püspökség története (Historia Ecclesiae Remensis), amely 948-ig taglalja az eseményeket. Mindkét mű érdekessége, hogy megemlékezik bennük a magyarok frank földre tett hadjáratairól. Reimsben hunyt el.